# Frank Ripploh

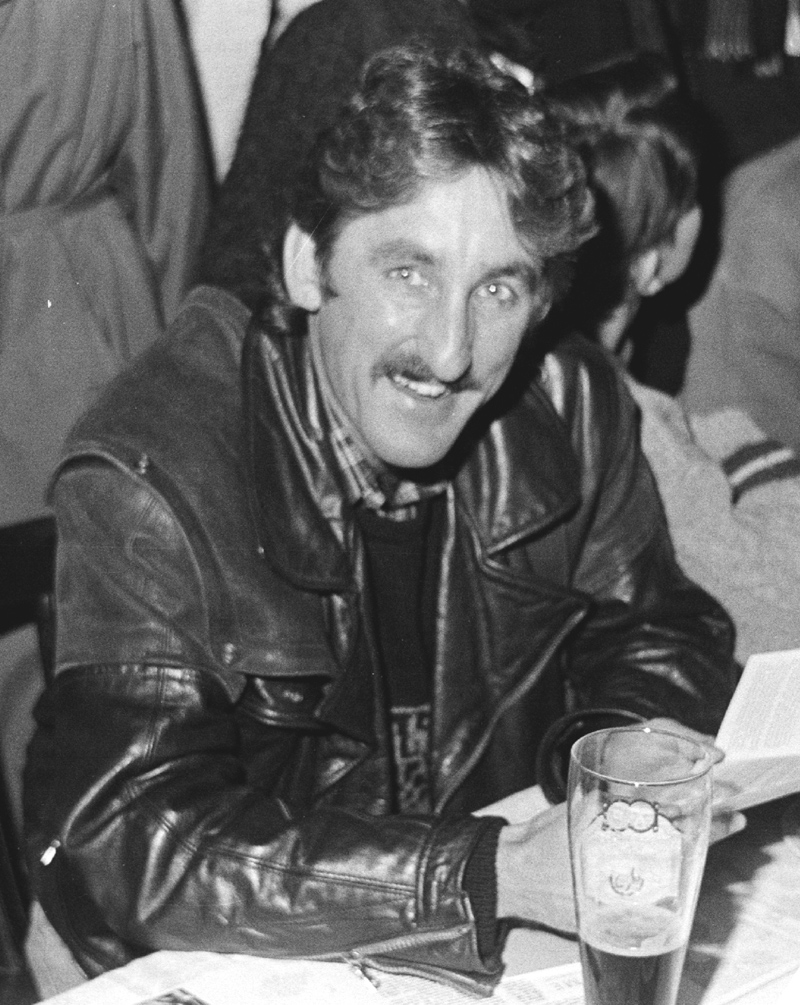
Frank Ripploh (1986 in München)

Frank Ripploh (auch bekannt als Peggy von Schnottgenberg) (* 2. September 1949 in Rheine; † 24. Juni 2002 ebenda) war ein deutscher Schauspieler, Autor und Regisseur.

## Werdegang
Ripploh wurde bekannt durch seinen Film Taxi zum Klo (1980), an dem er als Hauptdarsteller, Drehbuchautor und Regisseur mitwirkte. Taxi zum Klo machte den offen schwulen Berliner Hauptschullehrer Ripploh, der nach seinem Coming-out als Schwuler auf dem Cover der Zeitschrift Stern 1978 von der Schulbehörde diszipliniert werden sollte, über Nacht berühmt und wurde zum schwulen Kultfilm der Vor-Aids-Ära. Ripploh erhielt für den mit einem Budget von nur 100.000 DM gedrehten Film 1981 den Max-Ophüls-Preis.
Nach seinem Studium der Philosophie in Münster arbeitete er seit 1972 als Hauptschullehrer in West-Berlin.
Schon vorher war er, unter dem Pseudonym „Peggy von Schnottgenberg“, Verfasser von Kurzgeschichten und Schauspieler in den Filmen Axel von Auersperg und Monolog eines Stars von Rosa von Praunheim sowie in zwei Filmen von Ulrike Ottinger, Betörung der blauen Matrosen und Madame X, an der Seite von Tabea Blumenschein, die er später für eine Rolle in Taxi zum Klo verpflichtete.
Zu bundesweiter Bekanntheit gelangte Frank Ripploh, als er sich 1978 für die Stern-Reportage »Ich bin schwul« porträtieren ließ. Zusammen mit 681 anderen namentlich erwähnten homosexuellen Männern outete er sich öffentlich: »Ich habe das dauernde Versteckspielen satt. Wir Schwule müssen die ›Normalen‹ endlich über uns aufklären. Wir wollen nicht länger mißliebige Außenseiter sein. Gerade denen, die es nicht hören wollen, müssen wir ins Gesicht sagen, daß wir homosexuell sind.« Die Verwaltung des Bezirksamtes von Berlin-Neukölln reagierte ihrerseits mit dem Vorwurf, dass Frank Ripploh sein »sexuelles Verhalten in unangemessener Weise in der Öffentlichkeit ausgebreitet habe«. So kam es, dass der Lehrer für Deutsch und Englisch nicht in den Beamtenstatus überführt wurde, weil ihm aufgrund erhöhter Leberwerte eine Schwerbeschädigung attestiert wurde. Ripploh hatte eine eigene Interpretation für die Sachlage: »Die wollten mich los sein, weil ich ein Schwuler bin.«
In Berlin hatte er zudem 1978 mit einer wochenlang im Programmkino „Capitol Dahlem“ laufenden Diashow mit dem Titel Blutsturz oder wie ein Stern in der Nacht auf sich aufmerksam gemacht. 1979 spielte er eine kleine Rolle unter der Regie von Elfi Mikesch in Execution – A Study of Mary und 1982 in Querelle, dem letzten Film von Rainer Werner Fassbinder, an dessen Seite er ebenfalls 1982 auch in dem Science-Fiction-Krimi Kamikaze 1989 in einer kleinen Rolle als Gangster erschien. Zusammen mit Miko drehte er 1986 den halbbiographischen Film Miko – Aus der Gosse zu den Sternen.
Von 1992 bis 1994 schrieb er als freier Mitarbeiter von Stern und Die Woche Filmkritiken, Regieporträts und Interviews.
In seinen letzten Lebensjahren verlieh er Wrestling-Filme und produzierte den Hardcore-Film Strip & Fick.
2002 erlag er einem Krebsleiden. Rosa von Praunheim schrieb in einem Nachruf: „Er war … eine bösartige Tucke und trotzdem habe ich ihn eine Zeitlang sehr geliebt. Er hatte … einen rabenschwarzen Humor und wir lachten uns oft tot über die Fehler unserer Liebhaber.“

## Filmografie (Auswahl)
- 1974: Axel von Auersperg (Schauspieler)
- 1975: Monolog eines Stars (Schauspieler)
- 1975: Betörung der blauen Matrosen (Schauspieler)
- 1977: Madame X – Eine absolute Herrscherin (Schauspieler und Regieassistent)
- 1979: Execution – A Study of Mary (Schauspieler)
- 1980: Taxi zum Klo (Autor, Regisseur, Hauptdarsteller)
- 1982: Querelle (Schauspieler)
- 1982: Macumba (Schauspieler)
- 1982: Kamikaze 1989 (Schauspieler)
- 1986: Miko – Aus der Gosse zu den Sternen (Regisseur und Schauspieler)
- 1987: Taxi nach Kairo (Regisseur und Schauspieler)
- 2001: Strip & Fick (Regisseur und Produzent)